# 2008 في المملكة المتحدة
فيما يلي قوائم الأحداث التي وقعت خلال عام 2008 في المملكة المتحدة.

## أحداث
- 17 يناير – الخطوط الجوية البريطانية الرحلة 38

## سياسة

### تعيين في المنصب
- 3 أكتوبر – إد ميلباند Secretary of State for Energy and Climate Change [الإنجليزية]‏.
- 3 أكتوبر – جون هاتون وزير الدفاع [الإنجليزية]‏.
- 4 أكتوبر – صادق خان Minister of State for Communities and Local Government [الإنجليزية]‏.

### انتهاء فترة المنصب
- 3 أكتوبر – جون هاتون وزير الدولة للأعمال والتجارة [الإنجليزية]‏.
- 3 أكتوبر – رث كيلي وزير الدولة للنقل [الإنجليزية]‏.
- 3 أكتوبر – كاترين أشتون زعيم مجلس اللوردات [الإنجليزية]‏.
- 6 أكتوبر – كيم هاولز وزير الدولة للشؤون الخارجية  [لغات أخرى]‏.

## رياضة
- 1 يناير – بطولة ويمبلدون 2008
- 22 يونيو – جائزة بريطانيا الكبرى للدراجات النارية 2008
- 6 يوليو – جائزة بريطانيا الكبرى 2008 الفائز لويس هاملتون.

## ظهور
- 1 يناير – دبستيب نوع من أنواع الموسيقى الراقصة الإلكترونية ، نشات في جنوب لندن ، إنجلترا . ظهرت في أواخر عقد 1990 . باعتبارها تطورا طبيعيا ضمن نمط من الأنماط المتصلة بها ، مثل موسيقى ,Broken beat , jungle ,2- Step Garage , reggae .

## أفلام
من الأفلام التي صدرت هذه السنة في المملكة المتحدة:
- 1 يناير – الأرض من إخراج ألاستيير فوثرغل، Mark Linfield [الإنجليزية]‏.
- 1 يناير – الدوقة من إخراج Saul Dibb [الإنجليزية]‏.
- 1 يناير – الرعد الاستوائي من إخراج بن ستيلر.
- 1 يناير – الصبي في البيجامة المخططة من إخراج ديفيد هيمان، مارك هيرمان.
- 1 يناير – بحيرة عدن من إخراج جيمس واتكنز.
- 1 يناير – بي كايند ريوايند من إخراج ميشيل جوندري.
- 1 يناير – جوع من إخراج ستيف ماكوين.
- 1 يناير – حصان الماء من إخراج جاي راسيل.
- 1 يناير – حلم كاسندرا من إخراج وودي آلن.
- 1 يناير – يوم القيامة من إخراج نيل مارشال.
- 1 يناير – رومان بولانسكي: مطلوب ومرغوب
- 1 يناير – سباق الموت من إخراج بول أندرسون.
- 1 يناير – سن أوف رامباو من إخراج جاريث جينجس.
- 1 يناير – على حافة الحب من إخراج John Maybury [الإنجليزية]‏.
- 1 يناير – ناقل 3 من إخراج Olivier Megaton [الإنجليزية]‏.
- 1 يناير – وصيف الشرف من إخراج باول ويلاند.
- 17 يناير – في بروج من إخراج مارتن ماكدونا.
- 24 يناير – بالتأكيد، ربما من إخراج آدم بروكس.
- 15 فبراير – فتاة بولين الأخرى من إخراج جاستن تشادويك.
- 19 فبراير – المهمة المصرفية من إخراج روجر دونالدسون.
- 16 مايو – سجلات نارنيا: الأمير قزوين من إخراج أندرو آدمسون.
- 17 مايو – سيطرة من إخراج أنطون كربيجن.
- 30 يونيو – ماما ميا! من إخراج Phyllida Lloyd [الإنجليزية]‏.
- 18 يوليو – فارس الظلام من إخراج كريستوفر نولان.
- 27 أغسطس – يحرق بعد القراءة من إخراج جويل كوين، إيثان كوين.
- 30 أغسطس – مليونير متشرد من إخراج لافلين تاندن [الإنجليزية]‏، داني بويل.
- 26 سبتمبر – أشياء فقدناها في الحريق من إخراج سوزان بيير.
- 15 أكتوبر – فروست ونيكسون من إخراج رون هاوارد.
- 29 أكتوبر – كم من العزاء من إخراج مارك فورستر.
- 26 نوفمبر – أستراليا من إخراج باز لورمان.
- 3 ديسمبر – سويني تود: الحلاق الشيطاني لشارع فليت من إخراج تيم برتون.
- 15 ديسمبر – الطريق الثوري من إخراج سام ميندز.

## برامج ومسلسلات وأنمي
- ذا آي تي كراود
- الخروف شون
- ميرلين
- سوكي فو
- ثانوية الاستخبارات
- مغامرات سارة جين
- أجاثا كريستي بوارو

## موسيقى

### ألبومات
من الألبومات التي صدرت هذه السنة في المملكة المتحدة:
- 21 أبريل – الحياة الأمريكية من غناء مادونا.
- 28 أبريل – هارد كاندي من غناء مادونا.

## كتب
من الكتب التي صدرت هذه السنة في المملكة المتحدة:
- 4 ديسمبر – حكايات بيدل الشاعر من تأليف ج. ك. رولينج.

## وفيات

### يناير
- 15 يناير – جون دي لوسون (مواليد 1923)

### فبراير
- 2 فبراير – باري مورس (مواليد 1918)
- 7 فبراير – أندرو بيرتي (مواليد 1929)
- 19 فبراير – إميلي بيري (مواليد 1907) ممثلة بريطانية.

### مارس
- 7 مارس – فرانسيس بيم، البارون بيم (مواليد 1922) سياسي بريطاني.
- 18 مارس – أنتوني مانغيلا (مواليد 1954)
- 19 مارس – آرثر سي كلارك (مواليد 1917)
- 19 مارس – باول سكوفيلد (مواليد 1922) ممثل إنجليزي.
- 20 مارس – برايان وايلد (مواليد 1927) ممثل بريطاني.

### مايو
- 10 مايو – يوحنا بولس وايلد (مواليد 1923) عالم فلك أسترالي.
- 15 مايو – توماس بورنس (مواليد 1956) لاعب كرة قدم اسكتلندي.
- 15 مايو – روبرت دنلوب (مواليد 1960) متسابق دراجات نارية من المملكة المتحدة.
- 22 مايو – هاربرت ويلسن (مواليد 1929) فيزيائي بريطاني.
- 24 مايو – روب نوكس (مواليد 1989) ممثل بريطاني.

### يوليو
- 2 يوليو – إليزابيث وليامز (مواليد 1929) ممثلة بريطانية.

### أغسطس
- 5 أغسطس – نيل بارتلت (مواليد 1932)
- 31 أغسطس – كين كامبل (مواليد 1941) ممثل بريطاني.

### سبتمبر
- 15 سبتمبر – ريتشارد رايت (مواليد 1943)

### أكتوبر
- 1 أكتوبر – روبرت آرثر (مواليد 1925) ممثل من الولايات المتحدة الأمريكية.
- 23 أكتوبر – كيفن فينيجان (مواليد 1948)

### ديسمبر
- 24 ديسمبر – هارولد بنتر (مواليد 1930)
- 28 ديسمبر – أرثور أوليفر لوندال أتكين (مواليد 1925) رياضياتي بريطاني.